# Gustavo Morales Delgado
Gustavo Morales Delgado (Toledo, 27 de marzo de 1959), periodista y expolítico español, fue director adjunto del periódico El Rotativo, director del diario Ya y jefe de Falange Española de las JONS. Ha colaborado como comentarista estratégico con la BBC, Russia Today, Sputnik e HispanTV. Tiene el premio internacional Carlos V que concede la Sociedad Heráldica Española.
Recibió  posteriormente  el Tercer premio ex aequo Ángel Herrera en la XI Convocatoria de Premios a la Innovación Docente 2022 de la Universidad San Pablo-CEU, al proyecto titulado “Hub USPCEU: una incubadora de talento.

## Biografía
Gustavo Morales creció entre Toledo y el madrileño barrio de Carabanchel.
A los dieciocho años empezó a recorrer el mundo. En sus viajes visita especialmente los países musulmanes, donde nace su interés por el mundo islámico. Ha viajado por Europa, Túnez, Jordania, Egipto, Irak, Irán, Afganistán, China, Nepal, India, Japón. Ha colaborado en la traducción de distintas obras de eruditos del mundo islámico, como Los derechos de la mujer en el Islam del ayatollah Morteza Motahhari, El Gobierno Islámico de Jomeini, Sociología del Islam de Shariati y La Constitución iraní de 1979. Siendo además autor de diversos artículos sobre el tema y dando algunas conferencias al respecto. Su formación universitaria le llevó a las facultades de Historia, Sociología y a la de Ciencias de la Información, donde se especializó. Escribió sobre la guerra irano-iraquí, viviendo en Al Amarah (Maysan) y Bagdad en 1982. Fue observador del alto el fuego en Irán. Ha escrito dos libros sobre el integrismo islámico publicados en 1988, El Irán del Imán Jomeini, y 1990, Irán en el mundo. Trabajó para el régimen de los ayatolás en la embajada iraní en España en la agregaduría de prensa. Fue redactor jefe de la revista MC, dirigió el Diario Ya y el programa El Cuadrilátero en Canal 7 TV. También fue redactor jefe y adjunto al director de la revista Defensa, fundada por Arturo Pérez-Reverte y Vicente Talón Ortiz. 
Fue director adjunto de El Rotativo, en la Universidad CEU San Pablo, (2000-2009) fue adjunto al director de la revista War Heat, y director del periódico universitario en línea ElRotativo.org. Es analista militar para la BBC desde 2003 y ha sido colaborador de Legio XXI (revista de la Reserva Voluntaria), Diálogo Europeo, El Semanal Digital y El Debate de hoy. Colaboró en los programas de radio de Intercontinental La Gran Esperanza, y Punto de Vista. Fue también contertulio esporádico del programa El Gato al Agua en el canal de televisión Intereconomía. De 2015 a 2019, dirigió el programa Orientando en HispanTV, también fue productor de Foro Abierto y Detrás de la Razón. En 2017 impartió el máster sobre Islam en la Universidad San Pablo CEU. Participó como ponente en las XVI Jornadas de Geopolítica y Geoestrategia en Ceuta el 18 de abril de 2018, hablando sobre "potencias emergentes en el subcontinente indio".

## Periodo militante
Con catorce años ingresó en el ilegal Frente de Estudiantes Nacional Sindicalistas —uno de los grupos que dieron lugar a FE de las JONS (auténtica)— siendo responsable de Enseñanza Media en Madrid. Fue jefe local de la Junta de Carabanchel y secretario de Juventudes. Asistió con camisa azul al Congreso Mundial de Estudiantes en Cuba, en 1978. Ejerció el cargo de jefe nacional de FE de las JONS desde 1995 hasta octubre de 1997 cuando dimitió ofreciendo una mesa para la unidad en un acto público en la madrileña Plaza de Olavide.
En 1997 constituyó la Fundación José Antonio Primo de Rivera. En 1999 creó, junto a Ángel Carrera Zabaleta y Luis Manuel Rodríguez Jamet, la Fundación Ramiro Ledesma Ramos, de la que fue presidente. Abandonó la militancia falangista y en 2019 fue uno de los fundadores de la Asociación para el Estudio y la Defensa de los Derechos Civiles.

## Obra
- Morales, Gustavo (1988). El Irán del imam Jomeini. Madrid: Biblioteca universitaria. ISBN 84-86568-18-8.

- Morales, Gustavo (1990). Irán en el mundo: apuntes para una historia internacional del estado iraní. Madrid: Biblioteca universitaria. ISBN 84-86568-33-1.

- Morales, Gustavo (1996). De la protesta a la propuesta. La alternativa falangista. Madrid: Ediciones barbarroja. ISBN 978-84-87446-15-3.

- Morales, Gustavo y otros (2002). Revisión de la guerra civil española. Madrid: Editorial Actas. ISBN 84-9739-000-8.

- Velarde, Juan (Coord.) (2004). José Antonio y la Economía. Madrid: Grafite. ISBN 84-96281-10-8.

- Morales, Gustavo (2004). Fascismo en España: Claves del desarrollo nacionalsindicalista en la primera mitad del siglo XX. Oviedo: El Catoblepas. ISSN 1579-3974.

- Morales, Gustavo (2007). Falangistas contra el Caudillo. Madrid: Sepha. ISBN 978-84-96764-16-3.

- Morales, Gustavo y Togores, Luis (2008). La División Azul. Las fotografías de una historia. Madrid: La esfera de los libros. ISBN 978-84-9734-776-1.

- Morales, Gustavo y otros (Universidad San Pablo-CEU) (2008). La República y la guerra civil setenta años después. Madrid: Editorial Actas. ISBN 978-84-9739-069-9.

- Morales, Gustavo y otros (2009). Los derechos humanos sesenta años después. Valladolid: Universidad de Valladolid. ISBN 978-84-8448-519-3.

- Morales, Gustavo (2009). Etiopía frente a Eritrea, guerra en el cuerno de África. Revista Ejército de Tierra Español. ISSN 1696-7178.

- Morales, Gustavo y Togores, Luis (2010). Falangistas. Madrid: La esfera de los libros. ISBN 978-84-9321-034-2.

- Morales, Gustavo, José J. Esparza y otros (2011). El libro negro de la izquierda española. Barcelona: Chronica. ISBN 978-84-15122-43-2.

- Morales, Gustavo y otros (2014). Un grito en el silencio: homenaje de Mercedes Fórmica. Madrid: Ediciones Barbarroja. ISBN 978-84-87446-91-7.

- Morales, Gustavo (2014). Manual para rebeldes. Tarragona: Fides. ISBN 978-84-943269-0-2.

- Morales, Gustavo (2016). prólogo de Gerardo Salvador Merino. Tarragona: Fides. ISBN 978-84-944917-7-1.

- Morales, Gustavo (2017). prólogo de El aliado persa. Segovia: Mandala. ISBN 978-84-16765-70-6.
- Morales, Gustavo (2017). prólogo de La guerra del fin del mundo. Madrid: EAS. ISBN 978-84-947007-6-7.
- Morales, Gustavo y Togores, Luis (2020). Cien años de la Legión española. Madrid: La esfera de los libros. ISBN 9788491648918.
- Morales, Gustavo y José R. Riera (2023). El Precio de las Autonomías. Madrid: Homo Legens. ISBN 978-84-19349-43-9

(2024)
Morales, Gustavo (2024).Jamás se terminará. Raíces y ramas de un conflicto interminable. Málaga. Última Línea. ISBN 978-84-18492-63-1 (2022). Prensa y Poder. Construyendo certezas. Tarragona: Fides. ISBN 978-84-124996-5-0.